# Лакшмі Міттал
Міттал Лакшмі — індійський підприємець, один із найбільших металургійних магнатів світу (власник найбільшої у світі сталеливарної компанії Mittal Steel Co.).

## Біографія
Народився 15 червня 1950 року в селі Садулпур (штат Раджастхан, північно-західна Індія) в заможній родині. Його батько Мохан Міттал у 1950-х роках заснував в Індії сталеварну фірму Ispat.
Ім'я Лакшмі — жіноче (в індуїзмі — богиня вроди, щастя, кохання, дружина бога Вішну; також це ім'я однієї з національних героїнь Індії).
Здобувши в університеті Калькутти диплом фахівця в комерційній і бухгалтерській справах (1970), Міттал-молодший продовжив батьківську справу — відкрив перший сталеливарний завод у Калькутті та наступний — у Бенґалуру. Оскільки виробництво сталі в Індії наштовхувалося на невигідні законодавчі обмеження та оподаткування, то 1976 року Лакшмі Міттал за сприяння батька переніс свою бізнесову діяльність до Індонезії, де організував компанію Ispat Indo.
1989 року Лакшмі Міттал взяв у лізинг (оренду) державну металургійну компанію Iscott (Тринідад і Тобаго), яка давала щоденні збитки в 100 тис. доларів. Міттал провів на ньому значну структурну реорганізацію і технічне переобладнання — і вже через рік підприємство почало давати прибутки.
Згодом заснував компанію LNM Holdings NV, яка через дочірні компанії з іменем Ispat отримувала у свою власність металургійні комбінати в Мексиці (1992), Канаді («Сідбек-Доско», 1994), Німеччині (Hamburger Stahlwerke, 1995), Казахстані (Караґандинський металургійний комбінат,1995), Ірландії (Irish Steel), Польщі.
Стратегія Міттала — скуповувати збанкрутілі державні підприємства в країнах із дешевою робочою силою та сировиною. Наприклад, 1992 року він придбав за 220 мільйонів доларів металургійний комбінат «Сікарста» (Мексика), який перебував на межі банкрутства. Після придбання комбінату Міттал на півроку переїхав жити до Мексики і особисто розробляв плани реконструкції підприємства з метою зробити його прибутковим.
Більшість підприємств, які придбаває Міттал, нарощують виробництво пересічно на 25 % упродовж кожного з перших 5 років перебування у його власності.
Його компанія має свій власний океанський флот, який може доставити продукцію у будь-який куточок світу.
1995 року Міттал переніс штаб-квартиру своєї компанії з Індонезії до бізнесової столиці світу — Лондона.
2000 року британська газета Sunday Times оцінила його статки в 2,2 млрд фунтів стерлінгів (4-е місце у списку найбагатших британців). Проте вже у березні 2001 року Міттал «сповз» у тому ж списку на 17-е місце. На загальмування його бізнесу вплинули як світові тенденції, так і нерентабельність окремих підприємств його групи. У серпні 2001 р. Міттал закрив металургійний комбінат Irish Steel (Ірландія) фірми Ispat, позаяк місячні збитки там сягнули 750 тис. фунтів стерлінгів (свого часу він придбав Irish Steel за символічний 1 фунт, виплатив багатомільйонні борги підприємства і вклав у його модернізацію сотні тисяч фунтів).
У листопаді 2001 року завдяки сприянню прем'єр-міністра Великої Британії Тоні Блера Міттал умовив уряд Румунії сприяти йому на аукціоні з продажу найбільшого державного металургійного комбінату Sidex.
На початку 2002 року в Британії вибухнув скандал, відомий під назвою «Мітталгейт». Британські мас-медіа з'ясували, що Лакшмі Міттал переказав на виборчу кампанію Лейбористської партії 125 тис. фунтів стерлінгів. Симпатії Міттала до лейбористів є тривалими — 2005 року останнє його надходження на їхній рахунок становить 2 млн фунтів стерлінгів. Відомо також, що Міттал і Блер багаторазово мали приватні зустрічі.
2004 року внаслідок злиття компаній Ispat International NV і LNM Holdings NV утворилася компанія Mittal Steel Co. зі штаб-квартирою в Роттердамі. Це найбільша у світі сталеливарна компанія — вона веде операції в 14 країнах світу. Виробила 2004 року 42,1 млн тонн сталі. У компанії працює 179 тис. працівників.
Одне з останніх надбань Mittal Steel Co. — найбільший у Казахстані металургійний комбінат у Темиртау.
У жовтні 2005 р. дочірня компанія Mittal Steel Germany GmbH (Німеччина) перемогла на конкурсі з придбання 93,02 % акцій ВАТ «Криворіжсталь» (Україна).
Лакшмі Міттал є дуже дисциплінованою людиною. Щодня виділяє одну годину заняттям йогою, намагається стільки ж часу приділити плаванню у своєму критому басейні.
Міттал є активним філантропом і членом багатьох благодійних фундацій. 1998 року він заснував LNM Group Foundation, завданням якої є надавати допомогу незаможним, зокрема, в Індії. Фундація також надавала допомогу в поліпшенні енергопостачання та системи опалення в Темиртау (Казахстан). Інший фонд — LNM Group Scholarship Program — спільно з Лондонською школою економіки допомагав у навчанні студентів та їхньому наступному працевлаштуванні у країнах, де Міттал має свої підприємства.

## Статки
Одразу після переїзду до Лондона Міттал придбав за 9 мільйонів фунтів один із найкращих особняків міста, розташований на Бішоп-авеню в розкішному районі Гемпстед. Будинок настільки відомий, що навіть не має нумерації, а пошту до нього доставляють за адресою: Лондон, Літній палац. Власниками двох сусідніх будинків є султан Брунею та король Саудівської Аравії.
У квітні 2004 року Міттал придбав за 70 млн фунтів стерлінгів (127 млн доларів) у Cansington Palace Garden будинок, який вважають найдорожчим у Лондоні і у світі. Самих лише спалень у ньому 12.
Свого часу Міттал мав у власності будинок у Гонконзі, який продав 1997 року за 62,7 млн доларів. На той час він теж фігурував у Книзі рекордів Ґіннесса як найдорожчий у світі.
На початку 2005 року Міттал розпочав будувати для своєї доньки будинок вартістю кілька мільйонів фунтів стерлінгів (за проектом найкращих архітекторів Індії та США).

## Родина
Дружина Лакшмі Міттала — Уша — рідко з'являється на публіці.
Їхній син Адітьї (1976 року народження) став третім із покоління Мітталів у сталеливарному бізнесі. Він працює в компанії батька й брав участь у купівлі Криворізького меткомбінату.
Весілля сина 1998 року Лакшмі Міттал організував у Меморіалі Перемоги (Калькутта).
Дочка Ваніша (1981), випускниця Лондонської школи східних та африканських студій, 2004 року отримала від батька посаг у сумі 60 млн доларів. Вінчалася вона у Версалі, а весілля відбулося у замку XVII ст., який вважають найгарнішим у Франції.
День народження Ваніші 1998 року Міттал організував на велетенській яхті, позиченій йому з цієї нагоди індійським кіномагнатом Кішором Луллою, який лобіює інтереси Міттала на їхній спільній Батьківщині.

## Міттал про себе
- «Я звик думати про себе як про Білла Ґейтса Індії».
- «Я завжди вірив, що здатен зробити щось унікальне. Відчував, що мої можливості в Індії є обмеженими. Але бути індійцем є великою перевагою, коли ти робиш бізнес в інших країнах. В Індії люди навчаються долати розбіжності та досягати компромісів, бо інакше в країні з понад 300 мовами та етнічними групами неможливо».